# Џорџ Лејзенби
Џорџ Лејзенби (енгл. George Lazenby, IPA: ) je аустралијски глумац и бивши манекен рођен 5. септембра 1939. у Квинбеју. Познат је као тумач улоге Џејмса Бонда у филму У тајној служби Њеног величанства.